# Aire d'attraction du Pont-de-Beauvoisin
L'aire d'attraction du Pont-de-Beauvoisin est un zonage d'étude défini par l'Insee pour caractériser l’influence de la commune du Le Pont-de-Beauvoisin sur les communes environnantes.

## Définition
L'aire d'attraction d'une ville est composée d’un pôle, défini à partir de critères de population et d’emploi ainsi que d’une couronne constituée des communes dont au moins 15 % des actifs travaillent dans le pôle. Le pôle d’attraction constitue ainsi un point de convergence des déplacements domicile-travail,.

## Géographie
L’aire d'attraction du Pont-de-Beauvoisin est une aire inter-départementale qui comporte 4 communes : 3 situées dans l'Isère et 1 dans la Savoie (Le Pont-de-Beauvoisin). 

### Carte

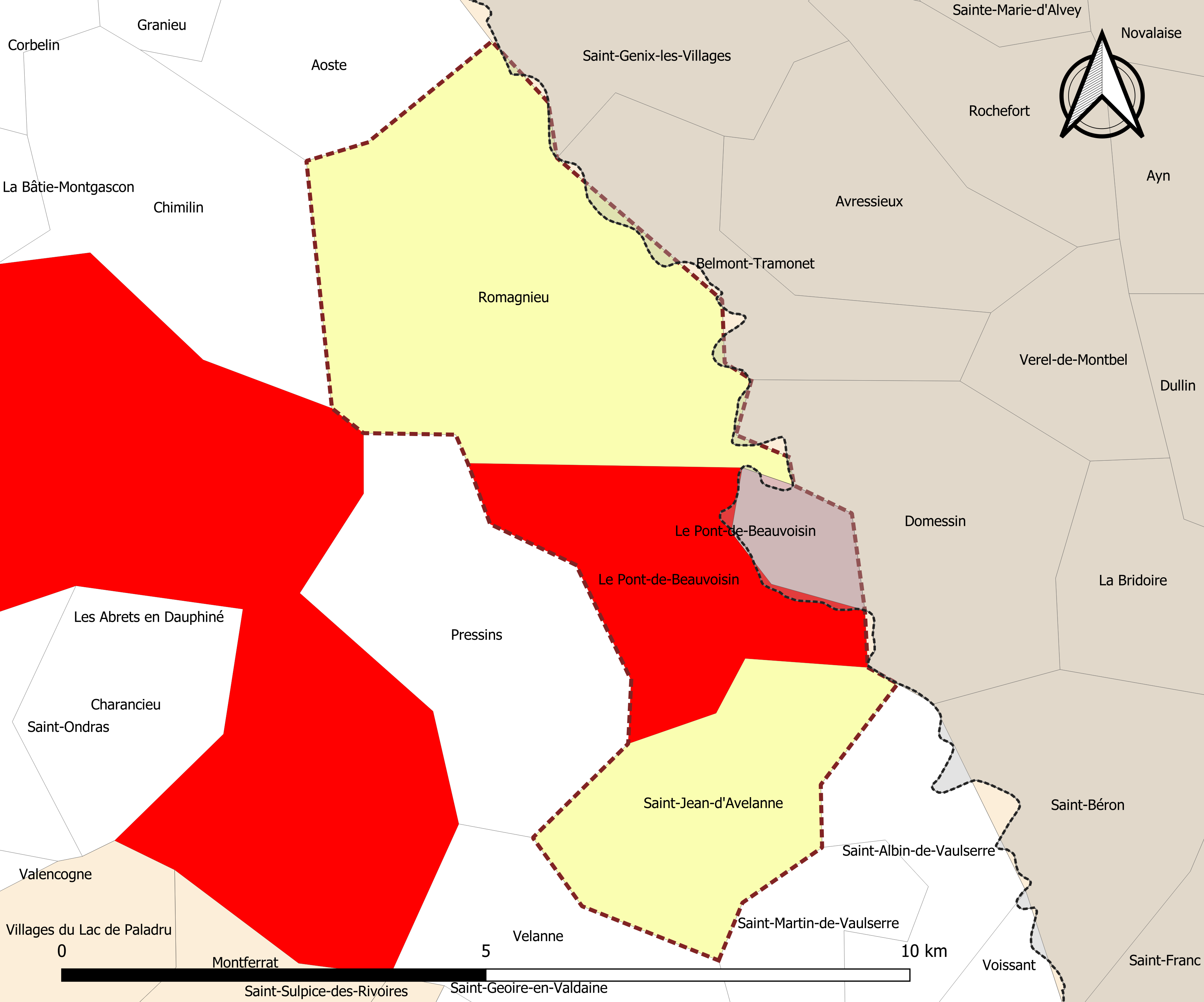
Carte de l'aire d'attraction du Le Pont-de-Beauvoisin.
Commune-centre
Commune du pôle principal
Commune de la couronne

### Composition communale
| Nom                                    | Code Insee | Département | Statut                    | Superficie (km2) | Population (dernière pop. légale) | Densité (hab./km2) | Modifier                                    |
| -------------------------------------- | ---------- | ----------- | ------------------------- | ---------------- | --------------------------------- | ------------------ | ------------------------------------------- |
| Le Pont-de-Beauvoisin (commune-centre) | 38315      | Isère       | commune-centre            | 7,36             | 3 582 (2022)                      | 487                | modifier les données · modifier les données |
| Le Pont-de-Beauvoisin                  | 73204      | Savoie      | commune du pôle principal | 1,83             | 2 106 (2022)                      | 1 151              | modifier les données · modifier les données |
| Romagnieu                              | 38343      | Isère       | commune de la couronne    | 17,11            | 1 732 (2022)                      | 101                | modifier les données · modifier les données |
| Saint-Jean-d'Avelanne                  | 38398      | Isère       | commune de la couronne    | 7,85             | 979 (2022)                        | 125                | modifier les données · modifier les données |

## Démographie
Cette aire est catégorisée dans les aires de moins de 50 000 habitants, une catégorie qui regroupe 12,2 % de la population au niveau national,.